# Достык (Келесский район)
Достык (каз. Достық) — село в Келесском районе Туркестанской области Казахстана. Административный центр Ушкынского сельского округа. Код КАТО — 515483100.

## Население
В 1999 году население села составляло 809 человек (408 мужчин и 401 женщина). По данным переписи 2009 года, в селе проживало 1559 человек (814 мужчин и 745 женщин).